# Ranularia
Ranularia is een geslacht van weekdieren uit de klasse van de Gastropoda (slakken).

## Soorten
- Ranularia andamanensis (Beu, 1987)
- Ranularia arthuri (Beu, 1987)
- Ranularia boschi (Abbott & Lewis, 1970)
- Ranularia caudata (Gmelin, 1791)
- Ranularia cynocephala (Lamarck, 1816)
- Ranularia dunkeri (Lischke, 1868)
- Ranularia encaustica (Reeve, 1844)
- Ranularia exilis (Reeve, 1844)
- Ranularia gallinago (Reeve, 1844)
- Ranularia gutturnia (Röding, 1798)
- Ranularia monilifera (A. Adams & Reeve, 1850)
- Ranularia oblita Lewis & Beu, 1976
- Ranularia oboesa (Perry, 1811)
- Ranularia parthi (Arthur, 1991)
- Ranularia pyrulum (A. Adams & Reeve, 1850)
- Ranularia pyrum (Linnaeus, 1758)
- Ranularia rehderi (A. H. Verrill, 1950)
- Ranularia sarcostoma (Reeve, 1844)
- Ranularia sinensis (Reeve, 1844)
- Ranularia springsteeni (Beu, 1987)
- Ranularia testudinaria (A. Adams & Reeve, 1850)
- Ranularia trilineata (Reeve, 1844)
- Ranularia tripa (Lamarck, 1822)

### Synoniemen
- Ranularia (Lagena) Mörch, 1852 => Gelagna Schaufuss, 1869
  - Ranularia (Lagena) rostratus “Martini” Mörch, 1853 => Linatella caudata (Gmelin, 1791)
- Ranularia clavator (Dillwyn, 1817) => Ranularia gutturnia (Röding, 1798)
- Ranularia labiata Schumacher, 1817 => Ranularia gutturnia (Röding, 1798)
- Ranularia longirostra Schumacher, 1817 => Ranularia gutturnia (Röding, 1798)
- Ranularia muricina (Röding, 1798) => Gutturnium muricinum (Röding, 1798)
- Ranularia retusa (Lamarck, 1822) => Ranularia oboesa (Perry, 1811)
- Ranularia tuberosus (Lamarck, 1822) => Gutturnium muricinum (Röding, 1798)